# Коржавин, Наум Моисеевич
Нау́м Моисе́евич Коржа́вин (настоящая фамилия — Ма́ндель; 14 октября 1925, Киев — 22 июня 2018, Дарем, Северная Каролина, США) — русский советский и американский поэт, прозаик-публицист, переводчик, драматург, мемуарист.

## Биография

### Ранние годы
Нехемье Мандель родился 14 октября 1925 года в Киеве в еврейской семье. Дед его был цадиком, отец Моисей Гецелевич (Григорьевич) Мандель (1887—?) — переплётчиком; мать Хана Нехемьевна (Анна Наумовна) Гинзбург, родом из Ржищева — работала зубным врачом и была правнучкой раввина Нехемьи а‑Лейви Гинзбурга (1788—1852) из Дубровны — ученика основателя хабадского хасидизма Шнеура‑Залмана из Ляд. Дядя, Иосиф Гецелевич Мандель, был раввином в Богуславе. Семья жила на улице Владимирской, 97б (угол Жилянской).
Учился в украинской средней школе № 95 на улице Жилянской. Рано увлёкся поэзией. 2 сентября 1940 года, по его собственным воспоминаниям, был исключён из русской средней школы № 44 (где занимался с 4 класса) «за хулиганство» из-за конфликта с завучем и вынужден был перевестись в другую школу, но и её не окончил из-за войны. Ещё в Киеве молодого поэта заметил Николай Асеев, который затем рассказал о нём в московской литературной среде. В начале Великой Отечественной войны с родителями эвакуировался в город Сим Миньярского района Челябинской области, где в 1942 году экстерном окончил школу-десятилетку.
С октября 1942 года работал на заводе фрезеровщиком, параллельно работал в редакции газеты. Осенью 1943 года был призван в армию, был направлен в запасной стрелковый полк в Камышлове, но через два месяца был демобилизован по состоянию здоровья (порок сердца) и был направлен в Егоршинский район, где некоторое время работал на шахте чернорабочим.

### Жизнь в Москве
В 1944 году приехал в Москву для поступления в Литературный институт имени А. М. Горького, но поступил в него в 1945 году, со второй попытки. Среди его соседей по комнате в общежитии были, в частности, Расул Гамзатов и Владимир Тендряков. Тогда же Елизар Мальцев придумал для него псевдоним Коржавин.
В конце 1947 года Коржавин был арестован по обвинению в антисоветской агитации (статья 58-10 УК РСФСР). В ходе следствия эти обвинения были сняты, и официально ему предъявили «чтение стихов идеологически невыдержанного содержания». Около восьми месяцев он провёл во внутренней тюрьме Министерства госбезопасности СССР и в Институте имени Сербского. Был осуждён постановлением Особого Совещания (ОСО) при МГБ и приговорён к высылке из Москвы по статьям Уголовного кодекса 7-35 — как «социально опасный элемент». Осенью 1948 года был выслан в Сибирь, около трёх лет провёл в селе Чумаково. В 1951 году по совету двоюродной тёти, Розалии Ефимовны Яхниной, отправился в Караганду, где жил в общежитии горного техникума по улице Костенко, 11, а после женитьбы — в съёмной квартире на улице Моторной, 26. В этот период окончил местный горный техникум (отделение геологии и разведки угольных месторождений), при учебно-курсовом комбинате № 3 треста «Ленинуголь» освоил специальности бурильщика, проходчика и помощника машиниста комбайна ПК-2М, и 30 октября 1953 года получил диплом штейгера (горного мастера). Под псевдонимом Наум Мальвин опубликовал несколько стихотворений в «Социалистической Караганде» и «Комсомольце Караганды», перевёл с казахского несколько стихотворений Максута Байсеитова и Ауэзхана Кошумова, участвовал в создании литературного объединения при редакции газеты «Социалистическая Караганда», а с 21 января 1954 года служил в этой газете литературным сотрудником отдела культуры и быта и позже отдела писем. 9 декабря 1954 года, после амнистии, уволился из газеты и вернулся с женой в Москву. В 1956 году был реабилитирован, восстановился в Литературном институте и окончил его в 1959 году.
Ещё с 1954 года поэт зарабатывал себе на жизнь переводами, в период «оттепели» начал публиковать собственные стихи в журналах. Более широкую известность ему принесла публикация подборки стихов в поэтическом сборнике «Тарусские страницы» (1961).
В 1963 году при содействии Евгения Винокурова вышел сборник Коржавина «Годы», куда вошли стихи 1941—1961 годов. В 1967 году Театр имени К. С. Станиславского поставил пьесу Коржавина «Однажды в двадцатом».
Помимо официальных публикаций, в творчестве Коржавина была и подпольная составляющая — многие его стихи распространялись в самиздатовских списках. Во второй половине 1960-х Коржавин выступал в защиту «узников совести» Даниэля и Синявского, Галанскова и Гинзбурга. Эти обстоятельства привели к запрету на публикацию его произведений.
В 1970 году сыграл эпизодическую роль шпрехшталмейстера константинопольского цирка в фильме А. А. Алова и В. Н. Наумова «Бег» по мотивам произведений М. А. Булгакова.
Михаил Агурский вспоминал, что "когда началась война (Судного дня - прим.), Наум страшно разволновался и проявил исключительный патриотизм. Он при мне сделал заявление, что сам готов идти на фронт в Израиле".

### Эмиграция
Конфликт Коржавина с властями СССР обострялся, и в 1973 году после допроса в прокуратуре поэт подал заявление на выезд из страны, объяснив свой шаг «нехваткой воздуха для жизни». Коржавин уехал в США и обосновался в Бостоне. Был включён Владимиром Максимовым в число членов редколлегии «Континента», продолжая поэтическую работу. В 1976 году во Франкфурте-на-Майне (ФРГ) вышел сборник стихов Коржавина «Времена», в 1981 году там же — сборник «Сплетения».
В постперестроечную эпоху у Коржавина появилась возможность приезжать в Россию и проводить поэтические вечера. Первый раз он приехал в Москву во второй половине 1980-х годов по личному приглашению Булата Окуджавы. Первое место, где он тогда выступал, был Дом кино. Зал был заполнен, на боковые балкончики поставлены дополнительные стулья, принесённые из кабинетов. Когда Коржавин и Окуджава вышли на сцену, весь зал, не сговариваясь, поднялся и стоя аплодировал. Коржавин плохо видел, и Окуджава, наклонясь к нему, сказал, что зал встал. Было видно, как Коржавин смутился. Потом читал стихи, отвечал на вопросы. Читал стихи по памяти (разобрать напечатанный текст он не мог из-за слабости зрения: ему требовались специальные сильные очки). Из зала на сцену выходили известные актёры, пришедшие на встречу в качестве зрителей, и читали по его книге без подготовки, сразу, первое попавшееся стихотворение, на котором раскрывался сборник. Первым вышедшим без всякого приглашения из зала на сцену и вызвавшимся читать стихи был артист театра «Современник» Игорь Кваша, за ним стали подниматься другие.
Через несколько дней после того выступления Наум Коржавин поехал в гости к опальному спортивному журналисту Аркадию Галинскому, они долго разговаривали, радовались начавшимся в стране переменам, но тогда, в личной беседе, Коржавин сказал: «Я им не верю».
Наум Коржавин — один из героев документального фильма «Они выбирали свободу» (RTVi, 2005).
В своих воспоминаниях и публицистических статьях Коржавин подробно рассказал об эволюции своих политических взглядов. В юности он отвергал сталинскую систему и в то же время разделял коммунистическую идеологию, противопоставляя советской действительности «подлинный коммунизм». К концу Великой Отечественной войны он начал «признавать» и оправдывать Сталина, о чём вспоминает с сожалением. Такое настроение сохранялось и после ареста. В ссылке он вновь стал антисталинистом, продолжая исповедовать коммунизм. По собственному признанию, Коржавин отказался от коммунистической идеологии в 1957 году. Как и многие эмигранты из СССР, на Западе Коржавин оказался на правом фланге политического спектра. В публицистике резко выступал не только против коммунизма, но и против западных «друзей СССР», а также против всех форм социализма и революционного движения («Психология современного энтузиазма», «За чей счёт? (открытое письмо Генриху Бёллю)»). Определял себя как либерального консерватора или «свирепого либерала». В спорах «русофобов» и «русофилов» занимал «русофильскую» позицию, отстаивал традиции русской культуры. В публицистике 1990—2000-х годов выступал как против коммунизма, так и против радикального либерализма, который упрекал в непродуманной и безответственной политике.
В литературоведческих статьях отстаивал традиционную культуру, защищал христианскую мораль в искусстве, настаивал на необходимости глубокого человеческого содержания художественного произведения. Коржавин протестовал против романтической и авангардистской традиции презрения к обывателю, настаивал на том, что литература существует для читателя и должна к нему обращаться. Он защищал «органическую связь искусства с Высоким и Добрым». Именно искусство, стремящееся к гармонии, по Коржавину, удовлетворяет подлинную художественную потребность: «Прекрасное, то есть искусство, не должно подчиняться требованию полезности не потому, что это примитивно и стыдно, а потому, что оно и так полезно, если оно на самом деле искусство». Если стремление к гармонии отсутствует, искусство превращается в простое самоутверждение. С этих позиций Коржавин пересматривал наследие «серебряного века», высказывая упрёки даже в адрес Александра Блока («Игра с дьяволом») и Анны Ахматовой («Анна Ахматова и „серебряный век“»). Резко критиковал поэзию Иосифа Бродского, высмеивал его культ в интеллектуальной среде («Генезис „стиля опережающей гениальности“, или Миф о великом Бродском»).
После смерти жены (2014) поэт жил с семьёй дочери в университетском городке Чапел-Хилл, а с начала 2018 года (когда его зять стал профессором в Университете Дьюка) — в Дареме, штат Северная Каролина. Скончался 22 июня 2018 года на 93-м году жизни там же.
Урна с прахом Коржавина захоронена 28 сентября 2018 года в Москве на Ваганьковском кладбище.

## Отзывы
Плотная, скупая на образность, обретающая благодаря абстрактности политическую и нравственную силу, лирика Коржавина возникла из пережитого, от увиденной им подлости и тьмы, но также из веры в благородство и свет.
— Вольфганг Казак

## О настоящем имени
Среди знакомых Коржавин был известен под именами Эма и Эмка (Эма уже в детстве было уменьшительным сокращением его метрического имени Нехемье). Согласно автобиографической прозе и эвакуационным спискам 1942 года, его настоящее имя Наум.

## Семья
- Первая жена (1953—1964) — Валентина Григорьевна Голяк (1923—2013)[29][30], врач, выпускница Алма-Атинского медицинского института (1951).
  - Дочь — Елена Рубинштейн (род. 1955). Её муж — Майкл (Михаил Георгиевич) Рубинштейн, учёный в области физической химии полимеров, профессор Университета Дьюка и Университета Северной Каролины в Чапел-Хилл[31][32][33].
    - Внук — Грегори Рубинштейн, химик в Принстонском университете (англ. Gregory Jacob Rubinstein, Ph.D.)[34].
    - Внучка — Натали Гровер (Рубинштейн), врач, ассистент профессора Университета Северной Каролины в Чапел-Хилл[35].
- Вторая жена (с 1965 года) — Любовь Семёновна Верная (в первом браке Хазина, во втором Мандель; 1933—2014), филолог, до 1965 года — заведующая отделом массовой работы Молдавской республиканской библиотеки имени Н. К. Крупской в Кишинёве; в США преподавала русский язык в Гарвардском университете[36], первым браком была замужем за писателем М. Г. Хазиным[37][38].
- Троюродный брат — доктор химических наук, профессор Евгений Давыдович Яхнин (род. 1923), физикохимик, литератор[39][40]. Мужем троюродной сестры, доцента кафедры металловедения Московского института химического машиностроения Веры Давидовны Яхниной (1911—?), был заслуженный лётчик-испытатель СССР, Герой Советского Союза Н. С. Рыбко.

## Сочинения

### Стихи
- Годы. — М.: Сов. писатель, 1963. — 114 с.
- Времена: Избранное. — Frankfurt/M.: Посев, 1976. — 386 с.
- Сплетения. — Frankfurt/M.: Посев, 1981. — 254 с.
  - То же. 2-е изд. — [Frankfurt/M.]: Посев, 1988. — 250 с.
- Письмо в Москву: Стихотворения и поэмы. — М.: Журн. «Огонёк», 1991. — 31 с. — (Библиотека «Огонёк»; N 37).
- Время дано: Стихи и поэмы / [Послесл. Б. Сарнова]. — М.: Худож. лит., 1992. — 320 с.
- К себе / [Сост. В. Краснопольский]. — М.: ЭКСМО-Пресс, 2000. — 382 с.
- Стихи и поэмы. — М.: Материк, 2004. — 528 с.
- На скосе века: Стихи и поэмы. — М.: Время, 2008. — 623 с. — (Поэтическая библиотека).
- Начальник творчества: Поэмы и стихотворения / Сост. Н. Толочко. — Екатеринбург: Уральский рабочий, 2017. — 126 с.

### Эссе
- В защиту банальных истин // «Новый мир», 1961, № 3
- Лирика Маршака. Статья // «Новый мир», 1963, № 3
- Поэзия А. К. Толстого // «Вопросы литературы», 1967, № 4
- Судьба Ярослава Смелякова. Статья // «Грани», № 91, 1974
- Опыт поэтической биографии. Статья // «Континент», № 2, 1975
- Игра с дьяволом. Статья // «Грани», № 95, 1975
- Психология современного энтузиазма. Статья // «Континент», № 8, 1976 и № 9, 1976
- В защиту банальных истин. — М.: Моск. шк. полит. исслед., 2003. — 791 с. — (Культура, политика, философия).
- В соблазнах кровавой эпохи: Воспоминания: в 2 кн. — М.: Захаров, 2005. — 812, 751 с.

## Поэтические произведения
- 16 октября
- 22 июня 1971 года
- Апокалипсис
- Арифметическая басня
- Братское кладбище в Риге
- В наши трудные времена…
- В Сибири
- В трудную минуту
- Вариации из Некрасова
- Весна, но вдруг исчезла грязь…
- Влажный снег
- Возвращение
- Возьму обижусь, разрублю…
- Восемнадцать лет
- Враг
- Всё это чушь: в себе сомненье…
- Вспомнишь ты когда-нибудь с улыбкой…
- Встреча — случай. Мы смотрели…
- Встреча с Москвой
- Вступление в поэму (Ни к чему…)
- Гейне
- Генерал
- Дети в Освенциме
- Детство кончилось
- Друзьям
- Если можешь неуёмно…
- Есть у тех, кому нету места…
- Ещё в мальчишеские годы…
- Зависть
- Знаешь, тут не звёзды…
- Знамёна
- Иль впрямь я разлюбил свою страну?..
- К моему двадцатипятилетию
- Как ты мне изменяла…
- Кропоткин
- Лёгкость
- Любовь к добру… (Памяти Герцена)
- Люди пашут каждый раз опять…
- Меня, как видно, Бог не звал…
- Мир еврейских местечек…
- Мне часто бывает трудно…
- Мы мирились порой и с большими обидами…
- На побывке
- На речной прогулке
- На смерть Сталина
- Надоели потери…
- Не верь, что ты поэта шире…
- Не надо, мой милый, не сетуй…
- Небо за плёнкой серой…
- Невеста декабриста
- Нелепые ваши затеи…
- Непоэтическое стихотворение
- Нет! Так я просто не уйду во мглу…
- Неужели птицы пели…
- О Господи! Как я хочу умереть…
- От дурачеств, от ума ли…
- От судьбы никуда не уйти…
- Паровозов голоса…
- Песня, которой тысяча лет
- Поездка в Ашу
- Поэзия не страсть, а власть…
- Предельно краток язык земной…
- Родине
- Русской интеллигенции
- Смерть Пушкина
- Сочась сквозь тучи, льётся дождь осенний…
- Стихи о детстве и романтике
- Стопка книг… Свет от лампы…
- То свет, то тень…
- Ты разрезаешь телом воду…
- Уже июнь. Темней вокруг кусты…
- Усталость
- Утро в лесу
- Хотя б прислал письмо ошибкой…
- Через год
- Я в сказки не верю…
- Я пока ещё не знаю…
- Я раньше видел ясно…

## Кинодокументалистика
- 2003 — «Портреты эпохи. Наум Коржавин», (режиссёр Григорий Катаев)[41]
- 2005 — «Они выбирали свободу» (RTVi)
- 2011 — «Эмка Мандель с Колборн Роуд, 28» (режиссёр Павел Мирзоев, диплом фестиваля «Литература и кино» в Гатчине)
- 2015 — «Наум Коржавин. Время дано…» (режиссёр Павел Мирзоев, Гран-при Гранатовый браслет фестиваля «Литература и кино» в Гатчине)

## Награды, премии
- 2006 — Специальный приз «За вклад в литературу» премии «Большая книга».
- 2016 — Национальная премия «Поэт».

## Цитаты
Одни из самых известных строк, принадлежащих перу Наума Коржавина:

Можем строчки нанизывать

Посложнее, попроще,

Но никто нас не вызовет

На Сенатскую площадь...

Мы не будем увенчаны...

И в кибитках,

        снегами,

Настоящие женщины

Не поедут за нами.

— Наум Коржавин, "Зависть", 1944